# Christoph Kornberger
Christoph Kornberger (ur. 3 grudnia 1981 w Mandling) – austriacki narciarz alpejski, trzykrotny medalista mistrzostw świata juniorów.

## Kariera
Po raz pierwszy na arenie międzynarodowej Christoph Kornberger pojawił się 25 listopada 1996 roku w Hochgurgl, gdzie w zawodach FIS Race zajął 86. miejsce w gigancie. W 2001 roku brał udział w mistrzostwach świata juniorów w Verbier, gdzie zdobył trzy medale. Najpierw wywalczył brązowy medal w zjeździe, przegrywając tylko ze swoim rodakiem Thomasem Graggaberem i Silvanem Zurbriggenem ze Szwajcarii. Następnie zwyciężył w supergigancie, a na koniec zajął trzecie miejsce w kombinacji. W ostatnich zawodach lepsi okazali się jedynie Patrick Bechter oraz Włoch Luca Tiezza. W zawodach Pucharu Świata zadebiutował 18 grudnia 2004 roku w Val Gardena, zajmując 21. miejsce w zjeździe. Tym samym już w swoim debiucie wywalczył pierwsze pucharowe punkty. Nigdy więcej nie zdobył punktów. W klasyfikacji generalnej sezonu 2004/2005 zajął ostatecznie 132. miejsce. Nie startował na mistrzostwach świata ani igrzyskach olimpijskich. W 2008 roku zakończył karierę.

## Osiągnięcia

### Mistrzostwa świata juniorów
| Miejsce | Dzień    | Rok  | Miejscowość | Konkurencja | Czas biegu  | Strata     | Zwycięzca        |
| ------- | -------- | ---- | ----------- | ----------- | ----------- | ---------- | ---------------- |
| 3.      | 5 lutego | 2001 | Verbier     | Zjazd       | 1:30,23 min | +1,26 s    | Thomas Graggaber |
| 1.      | 6 lutego | 2001 | Verbier     | Supergigant | 1:28,17 min | -          | -                |
| 14.     | 8 lutego | 2001 | Verbier     | Gigant      | 2:08,79 min | +2,07 s    | Hannes Reiter    |
| 23.     | 9 lutego | 2001 | Verbier     | Slalom      | 1:25,72 min | +5,15 s    | Stefan Kogler    |
| 3.      | 9 lutego | 2001 | Verbier     | Kombinacja  | 40,53 pkt   | +24,93 pkt | Patrick Bechter  |

### Puchar Świata

#### Miejsca w klasyfikacji generalnej
- sezon 2004/2005: 132.

#### Miejsca na podium w zawodach
Kornberger nie stawał na podium zawodów PŚ.